# Lydia Williams

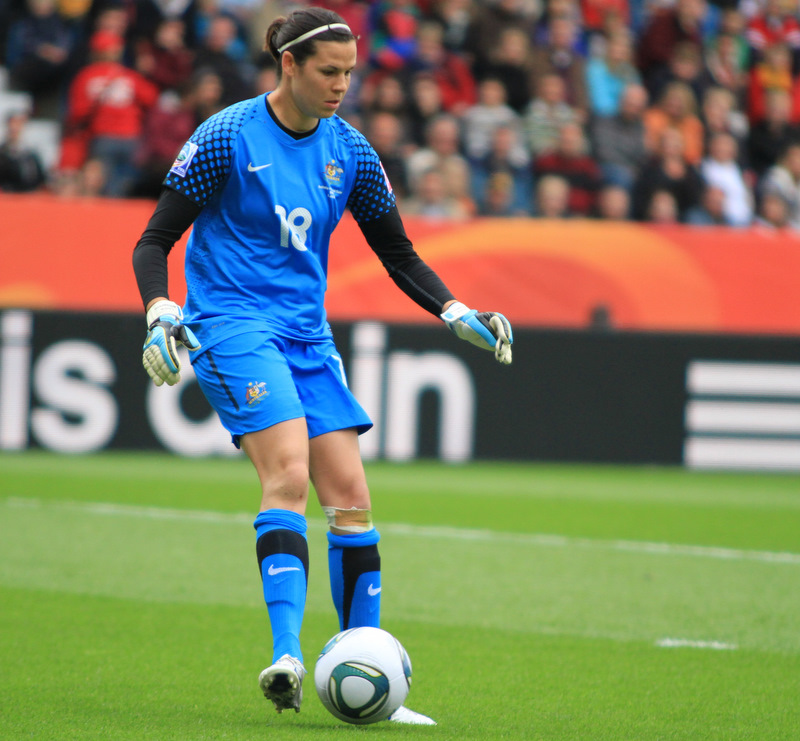
Williams jugando para la selección de Australia en el Mundial de 2011.

Lydia Grace Yilkari Williams (Katanning, Australia; 13 de mayo de 1988) es una futbolista australiana. Juega como guardameta y su equipo actual es el Paris Saint-Germain de la Division 1 Féminine de Francia. Es internacional absoluta por la selección de Australia desde 2005.
En Australia ha jugado en AIS FP y el Canberra United (2008-act). También ha jugado en Estados Unidos con las Chicago Red Stars (WPS, 2009) y el Western New York Flash (NWSL, 2014), y en Suecia con el Pitea IF (2012-13).
En 2005 debutó con la selección australiana con la que fue campeona asiática en 2010 y subcampeona en 2014 y ha jugado los Mundiales de 2007, 2011 y 2015. Con la sub-20 jugó el Mundial 2006.

## Clubes
| Club                      | País           | Año           |
| ------------------------- | -------------- | ------------- |
| Canberra United FC        | Australia      | 2008 - 2012   |
| Chicago Red Stars         | Estados Unidos | 2009          |
| Piteå IF                  | Suecia         | 2012 - 2013   |
| Canberra United FC        | Australia      | 2013 - 2014   |
| Western New York Flash    | Estados Unidos | 2014          |
| Washington Spirit         | Estados Unidos | 2015          |
| Canberra United FC        | Australia      | 2015 - 2016   |
| Houston Dash              | Estados Unidos | 2016 - 2017   |
| Melbourne City (préstamo) | Australia      | 2016 - 2017   |
| Reign FC                  | Estados Unidos | 2017-2019     |
| Melbourne City (préstamo) | Australia      | 2017-2019     |
| Melbourne City            | Australia      | 2019-2020     |
| Arsenal                   | Inglaterra     | 2020-2022     |
| Paris Saint-Germain       | Francia        | 2022-presente |

## Palmarés

### Títulos nacionales
| Título                      | Club               | País      | Año     |
| --------------------------- | ------------------ | --------- | ------- |
| W-League Women Championship | Canberra United FC | Australia | 2011-12 |
| W-League Women Premiership  | Canberra United FC | Australia | 2013-14 |
| W-League Women Premiership  | Canberra United FC | Australia | 2011-12 |

### Títulos internacionales
| Título                                   | Equipo                 | Sede           | Año  |
| ---------------------------------------- | ---------------------- | -------------- | ---- |
| Campeonato Femenino de la AFF            | Selección de Australia | China          | 2008 |
| Torneo de Naciones                       | Selección de Australia | Estados Unidos | 2017 |
| FFA Cup of Nations                       | Selección de Australia | Australia      | 2019 |
| Copa Asiática Femenina de la AFC de 2010 | Selección de Australia | Australia      | 2010 |